# Дирутенийсамарий
Дирутенийсамарий — бинарное неорганическое соединение
самария и рутения
с формулой SmRu2,
кристаллы.

## Получение
- Сплавление стехиометрических количеств чистых веществ:

{\displaystyle {\mathsf {Sm+2Ru\ {\xrightarrow {1900^{o}C}}\ SmRu_{2}}}}

## Физические свойства
Дирутенийсамарий образует кристаллы
кубической сингонии, пространственная группа F d3m, параметры ячейки a = 0,7580 нм, Z = 8,
структура типа димедьмагния MgCu2 (фаза Лавеса)
.
При температуре 1230 °C и давлении 6,5÷8,8 ГПа происходит переход в фазу
гексагональной сингонии, пространственная группа P 63/mmc, параметры ячейки a = 0,5298 нм, c = 0,8939 нм, Z = 4,
структура типа дицинкмагния MgZn2
.
Соединение конгруэнтно плавится при температуре ≈1900 °C .